# 와츠집박쥐
와츠집박쥐(Pipistrellus wattsi)는 애기박쥐과에 속하는 박쥐의 일종이다. 파푸아뉴기니에서만 발견된다.

## 특징
작은 박쥐로 몸길이가 34.5~40.7mm, 전완장이 28~32.8mm이다. 꼬리 길이는 19.4~31.6mm, 발 길이는 5.4~8.1mm이다. 귀 길이는 9.4~12mm, 몸무게는 최대 3.4g이다.

## 생태
최대 20마리까지 작은 무리를 지어 건물 지붕 아래에 은신한다. 먹이는 날아다니는 곤충이다.

## 분포 및 서식지
파푸아뉴기니 남동부 지역과 사마라이섬에 널리 분포한다. 해발 200m 이하의 해안가 평원에서 서식한다.